# Erin Cottrell
Erin Cottrell (* 24. August 1975 in Yardley, Pennsylvania) ist eine US-amerikanische Schauspielerin und Synchronsprecherin.

## Leben
Cottrell wurde am 24. August 1975 in Yardley geboren. Sie erlangte ihren Bachelor-Abschluss in Schauspiel an der University of North Carolina at Chapel Hill. 2000 debütierte sie als Fernsehschauspielerin und war unter anderen in den Fernsehserien Strangers with Candy, All My Children, Ed – Der Bowling-Anwalt und Springfield Story. Ihr Filmschauspieldebüt gab sie 2001 in der Rolle der Constance Mercado im Film WatchUsDie.com. Eine kleinere Filmrolle erhielt sie im 2003 erschienenen Film Natürlich blond 2. 2005 stellte sie in insgesamt sechs Episoden die Rolle der Caroline Ingalls in der Miniserie Little House on the Prairie dar. 2009 war sie im Fernsehzweiteiler Meteoriten – Apokalypse aus dem All als Chelsea Hapscomb zu sehen.
Seit 2011 ist Cottrell regelmäßig als Synchronsprecherin speziell für Computerspielproduktionen zu hören.

## Filmografie (Auswahl)
- 2000: Strangers with Candy (Fernsehserie, Episode 3x06)
- 2000–2001: All My Children (Fernsehserie)
- 2001: Ed – Der Bowling-Anwalt (Ed, Fernsehserie, Episode 1x15)
- 2001: WatchUsDie.com
- 2001–2002: Springfield Story (Fernsehserie, 10 Episoden)
- 2003: Natürlich blond 2 (Legally Blonde 2: Red, White & Blonde)
- 2005: Little House on the Prairie (Miniserie, 6 Episoden)
- 2005: Faith of My Fathers (Fernsehfilm)
- 2005: Emergency Room – Die Notaufnahme (ER, Fernsehserie, Episode 12x02)
- 2005: Liebe findet ein Zuhause (Love’s Long Journey, Fernsehfilm)
- 2006: Wedding Altered (Fernsehserie, 1 Episode)
- 2006: Liebe löst den Schmerz (Love’s Abiding Joy)
- 2007: Numbers – Die Logik des Verbrechens (NUMB3RS, Fernsehserie, Episode 3x19)
- 2007: Liebe erhellt die Nacht (Love’s Unending Legacy, Fernsehfilm)
- 2007: CSI: NY (Fernsehserie, Episode 4x08)
- 2007: Cold Case – Kein Opfer ist je vergessen (Cold Case, Fernsehserie, Episode 5x11)
- 2007: Liebe wagt neue Wege (Love’s Unfolding Dream, Fernsehfilm)
- 2008: Medium – Nichts bleibt verborgen (Medium, Fernsehserie, Episode 4x16)
- 2008: Street Warrior – Arena des Todes (Street Warrior, Fernsehfilm)
- 2009: Meteoriten – Apokalypse aus dem All (Meteor, Fernsehzweiteiler)
- 2009: Liebe gibt Hoffnung (Love Takes Wing, Fernsehzweiteiler)
- 2011: Navy CIS (NCIS, Fernsehserie, Episode 9x11)
- 2012: The Glades (Fernsehserie, Episode 3x04)
- 2014: The Identical
- 2015: Pacific Edge (Kurzfilm)
- 2022: Manifest Evil

## Synchronisationen (Auswahl)
- 2011: Might & Magic: Heroes VI (Computerspiel)
- 2012: Kingdom Hearts 3D: Dream Drop Distance (Kingudamu hâtsu 3D: Dorîmu doroppu disutansu, Computerspiel)
- 2012: Starhawk (Computerspiel)
- 2012: Dishonored: Die Maske des Zorns (Dishonored, Computerspiel)
- 2013: Dishonored: The Knife of Dunwall (Computerspiel)
- 2013: Dishonored: The Brigmore Witches (Computerspiel)
- 2014: WildStar (Computerspiel)
- 2014: Doc McStuffins, Spielzeugärztin (Doc McStuffins, Animationsfernsehserie, Episode 2x31)
- 2015: Final Fantasy Type-0 HD (Computerspiel)
- 2015: Disney Infinity 3.0 (Computerspiel)
- 2015: Dragon Age: Inquisition – Trespasser (Computerspiel)
- 2015: Robot Chicken (Animationsfernsehserie, Episode 8x04)
- 2016: Dishonored 2: Das Vermächtnis der Maske (Dishonored 2, Computerspiel)
- 2016: Final Fantasy XV (Computerspiel)
- 2017: For Honor (Computerspiel)
- 2020: Final Fantasy VII Remake (Computerspiel)
- 2023: Witness (Podcastserie)
- 2024: Final Fantasy VII Rebirth (Computerspiel)